# Arturo Mor Roig

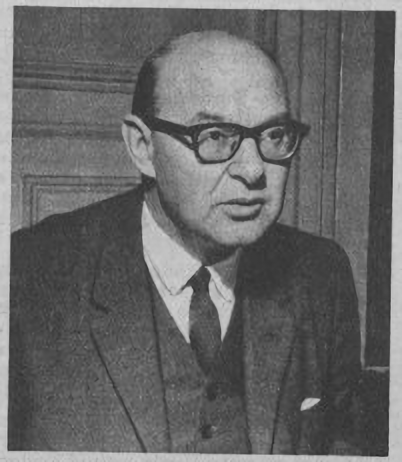
Mor Roig en 1963. Revista Primera Plana.

Arturo José Mor Roig (Lérida, España; 14 de diciembre de 1914-San Justo, provincia de Buenos Aires, Argentina; 15 de julio de 1974) fue un político argentino de origen español, diputado nacional por la Unión Cívica Radical y luego ministro de la dictadura de Lanusse. Murió asesinado por la organización política armada Montoneros.

## Biografía

### Juventud
Nacido en la ciudad catalana de Lérida, emigró a la Argentina junto a sus padres, radicándose en San Pedro, Provincia de Buenos Aires, en donde Mor Roig pasó su juventud. Graduado en la Universidad de Buenos Aires, posteriormente realizaría su doctorado en Ciencias Políticas en la Universidad Católica Argentina. Se trasladaría a vivir a San Nicolás de los Arroyos, en donde se casó y tuvo cuatro hijos.

### Labor legislativa
Se afilió a la Unión Cívica Radical en 1939. Tras haber actuado como concejal en San Nicolás, fue elegido senador provincial en Buenos Aires, cargo que desempeñó entre 1953 y 1955. Tras la Revolución Libertadora que derrocó al gobierno del general Juan Domingo Perón, el radicalismo se dividió en Unión Cívica Radical del Pueblo (UCRP) dirigida por Ricardo Balbín de tendencia antiperonista, y la Unión Cívica Radical Intransigente (UCRI) dirigida por Arturo Frondizi con tendencia a conciliar con el peronismo. Mor Roig tomó partido por la UCR del Pueblo, acompañando a Balbín en las elecciones de 1958, aunque quién ganó finalmente las elecciones sería la UCR intransigente de Frondizi.
Apoyó a Arturo Illia en las elecciones de 1963, cuando fue elegido diputado nacional y ocupó la presidencia de la Cámara de Diputados, hasta el nuevo golpe de Estado de 1966, que instaló la dictadura del general Onganía.

### Labor ministerial
Durante la presidencia de facto de Alejandro Agustín Lanusse, ocupó el cargo de ministro del Interior, siendo Mor Roig miembro de la mesa directiva del Partido Radical. Aceptó el cargo a pesar de la oposición de Ricardo Balbín, e incluso, Raúl Alfonsín exigió la expulsión de Mor Roig del Partido Radical.
Su gestión como Ministro del Interior se caracterizó por la derogación de la Ley N° 18.975, que prohibía las actividades de los partidos políticos, con la posterior devolución de los bienes a los partidos. Además, impulsó la creación de la Cámara Nacional Electoral, y la sanción del Código Electoral incluyendo la convocatoria a elecciones generales para el 11 de marzo de 1973. Impulsó el Gran Acuerdo Nacional, basado en el proyecto La Hora del Pueblo, que buscó el diálogo y la salida electoral al gobierno militar.
Cuando en enero del ’73, varios indicios indicaban un triunfo seguro del Frejuli en las elecciones ya convocadas, Lanusse consultó a Mor Roig si le estaban haciendo “mal al país” siguiendo adelante con los comicios y el ministro le respondió: “Sí, pero le haríamos algo peor si las parásemos”.
Tras su paso por el Ministerio del Interior, se retiró de la actividad política, mudándose a un departamento ubicado en la calle Arenales al 2000 Ciudad de Buenos Aires. Se dedicó a escribir artículos para el diario "El Día" de la ciudad de La Plata.

### Su asesinato
Cuando, ya retirado de la actividad política, se encontraba sin custodia alguna en un restaurante de San Justo, fue asesinado por integrantes de Montoneros, el 15 de julio de 1974, en pleno gobierno democrático de Peron.
Inicialmente los periodistas tenían dudas sobre la autoría del crimen y sobre sus propósitos, dado que Mor Roig estaba retirado de la política, pero de inmediato Montoneros respondió al interrogante:

"Montoneros explicó que Mor Roig había sido asesinado para advertirle al gobierno nacional y a Balbín que la organización armada peronista debía ser tenida en cuenta en futuras negociaciones políticas…El criterio del crimen no fue diferente al que se utilizó para asesinar a Rucci: se mataba a alguien no tanto por lo que era o lo que había hecho, sino por lo que representaba simbólicamente. No se mataba ni por amor ni por odio, se mataba por cálculo. Los muchachos arrojaban un cadáver en la mesa de negociaciones como quien arroja un ramo de flores…Por si alguna duda quedaba respecto de la identidad de los autores y de sus objetivos, las agrupaciones de superficie de Montoneros coreaban en las asambleas universitarias consignas al estilo "Hoy, hoy, hoy... hoy que contento estoy, vivan los Montoneros que mataron a Mor Roig".

Robert Potash coincide con esa explicación y escribió:

"Montoneros pensó que la indignación generada por un acto de este tipo podría intimidar aún más al tambaleante gobierno de Isabel Perón. El asesinato de Mor Roig, apenas dos semanas después de la asunción de Isabel Perón, puede ser visto como parte de un plan para demostrar su poder y extorsionar al gobierno.

## Lectura complementaria
Jofre, R. El asesinato de Mor Roig, el político dialoguista de una era de enfrentamientos. Periódico La Nación. 14 de julio de 2024.